# Pseudotetrade
Eine Pseudotetrade (auch Pseudodezimale) ist ein Zustand einer binär codierten Dezimalzahl (BCD), welcher nicht genutzt wird („Don’t-Care“): Zur Darstellung einer Dezimalziffer werden zehn Zustände benötigt, wobei diese mit vier Bits (einem halben Byte bzw. einem Nibble) codiert werden, die somit sechzehn Zustände erlauben würden. Die sechs unbenutzten Zustände sind die Pseudotetraden.
In normal gepackter 8-4-2-1-Codierung entsprechen die Pseudotetraden den Zahlen 1010 bis 1510 (bzw. A16 bis F16 oder 10102 bis 11112). Sie werden in manchen Systemen zur Codierung von Vorzeichen, Überträgen oder Kommata verwendet oder bleiben ungenutzt.
Zur Minimierung von booleschen Funktionen (z. B. per KV-Diagramm) kann nach Belieben entschieden werden, welche Zustände der Pseudotetraden eingesetzt werden und welche nicht. Dadurch reduziert sich der Schaltungsaufwand z. B. bei Treibern für Sieben-Segment-Anzeigen, wenn für die undefinierten Eingangswerte keine "sinnvolle" Ausgabe/Anzeige gefordert ist.
BCD-Tabelle in 8-4-2-1-Codierung; die dunkelgrau schattierten Einträge sind hier die Pseudotetraden:
| dezimal | hexadezimal | binär |
| ------- | ----------- | ----- |
| 0       | 0           | 0000  |
| 1       | 1           | 0001  |
| 2       | 2           | 0010  |
| 3       | 3           | 0011  |
| 4       | 4           | 0100  |
| 5       | 5           | 0101  |
| 6       | 6           | 0110  |
| 7       | 7           | 0111  |
| 8       | 8           | 1000  |
| 9       | 9           | 1001  |
| 10      | A           | 1010  |
| 11      | B           | 1011  |
| 12      | C           | 1100  |
| 13      | D           | 1101  |
| 14      | E           | 1110  |
| 15      | F           | 1111  |

Das Wort Tetrade bedeutet Vierheit, wobei hier die Anzahl der benötigten Bits gemeint ist.